# Blind-Pellestjärnarna
Blind-Pellestjärnarna är varandra näraliggande sjöar i Hudiksvalls kommun i Hälsingland och ingår i Harmångersån-Delångersåns kustområde.
- Blind-Pellestjärnarna (Rogsta socken, Hälsingland), sjö i Hudiksvalls kommun, 61°50′35″N 17°17′05″Ö / 61.843°N 17.2848°Ö
- Blind-Pellestjärnarna, Hälsingland, sjö i Hudiksvalls kommun, 61°50′36″N 17°16′37″Ö / 61.8434°N 17.277°Ö (5,14 ha)